# Кипино (Ярославская область)
Кипино  — деревня в Ермаковском сельском поселении Любимского района Ярославской области.

## География
Находится близ деревни Журавлёво, от которой отделена рекой Малая Элнать.

### Климат
Климат характеризуется как умеренно-континентальный с умеренно-тёплым влажным летом, умеренно-холодной зимой и ярко выраженными сезонами весны и осени. Среднегодовая температура воздуха — +3,2°С. Средняя температура самого тёплого месяца — июля — +18,2°С. Абсолютный максимум температуры — +34°С. Средняя температура самого холодного месяца — января — 11,7°С. Абсолютный минимум температуры — −35°С.

### Часовой пояс
Деревня Кипино, как и вся Ярославская область, находится в часовой зоне МСК (московское время). Смещение применяемого времени относительно UTC составляет +3:00.

## История
До отмены крепостного права была владельческой. В советское время работал колхоз «Верный путь», затем колхозы «Память Кирова» и «Красный флот».

## Население
| 2007 | 2010 |
| ---- | ---- |
| 10   | ↘8   |

В 1859 году 18 дворов,  112 чел. (47 мужчин и 65 женщин). В 1989 году 21 чел. В 2002 году 13 чел., все русские.
| Год  | Число постоянных хозяйств | Численность населения, чел | Численность населения, чел                         | Численность населения, чел                        |
| Год  | Число постоянных хозяйств | Всего                      | В том числе зарегистрированных по месту жительства | Проживающих 1 год и более и не зарегистрированных |
| ---- | ------------------------- | -------------------------- | -------------------------------------------------- | ------------------------------------------------- |
| 2015 | 2                         | 6                          | 5                                                  | н/д                                               |
| 2016 | 2                         | 6                          | 5                                                  | 1                                                 |
| 2017 | 2                         | 6                          | 5                                                  | 1                                                 |
| 2018 | 2                         | 6                          | 5                                                  | 1                                                 |
| 2019 | 2                         | 6                          | 5                                                  | 1                                                 |
| 2020 | 2                         | 6                          | 5                                                  | 1                                                 |
| 2021 | 2                         | 6                          | 5                                                  | 1                                                 |
| 2022 | 2                         | 6                          | 5                                                  | 1                                                 |
| 2023 | 2                         | 6                          | 5                                                  | 1                                                 |